# Katechu

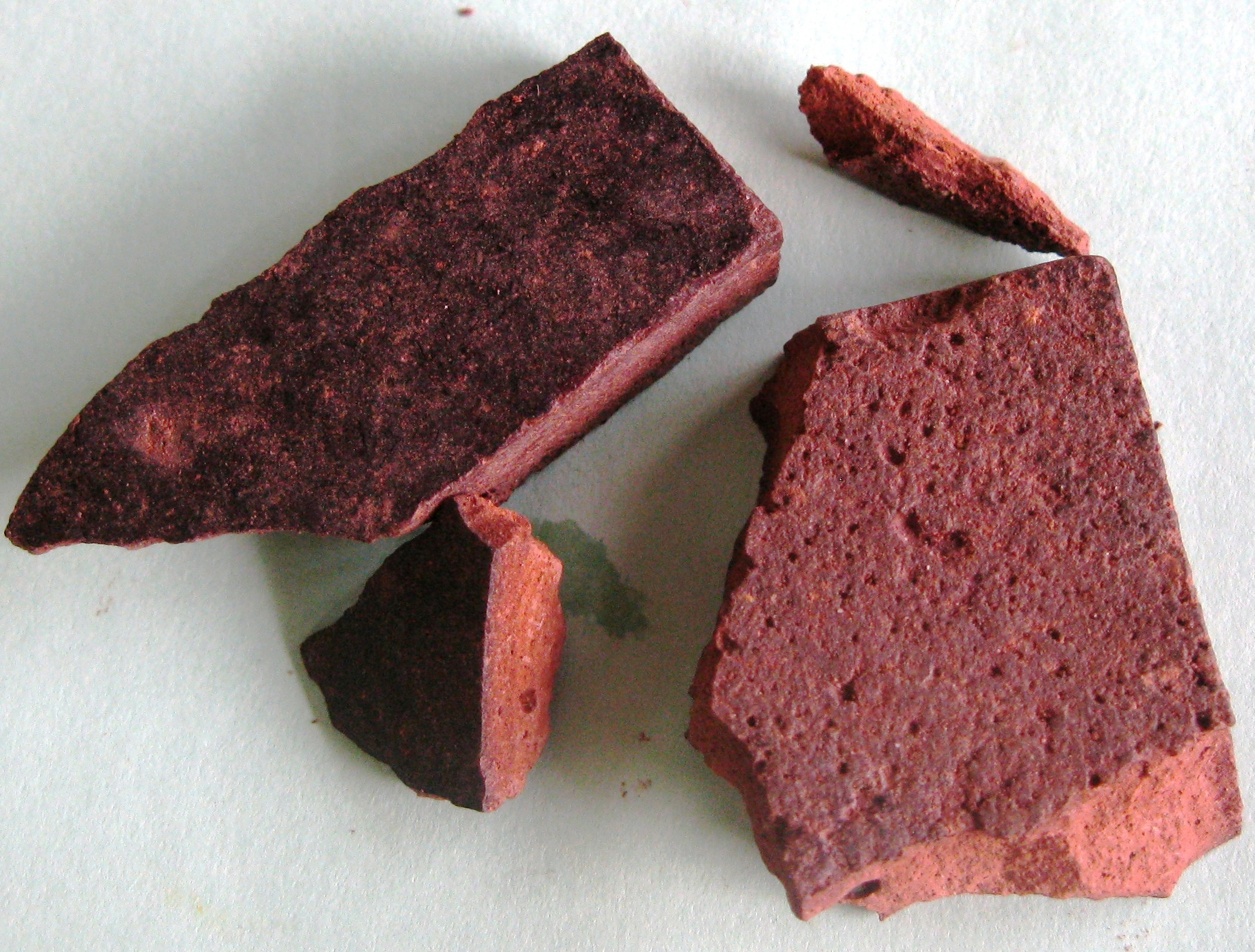
Katechu

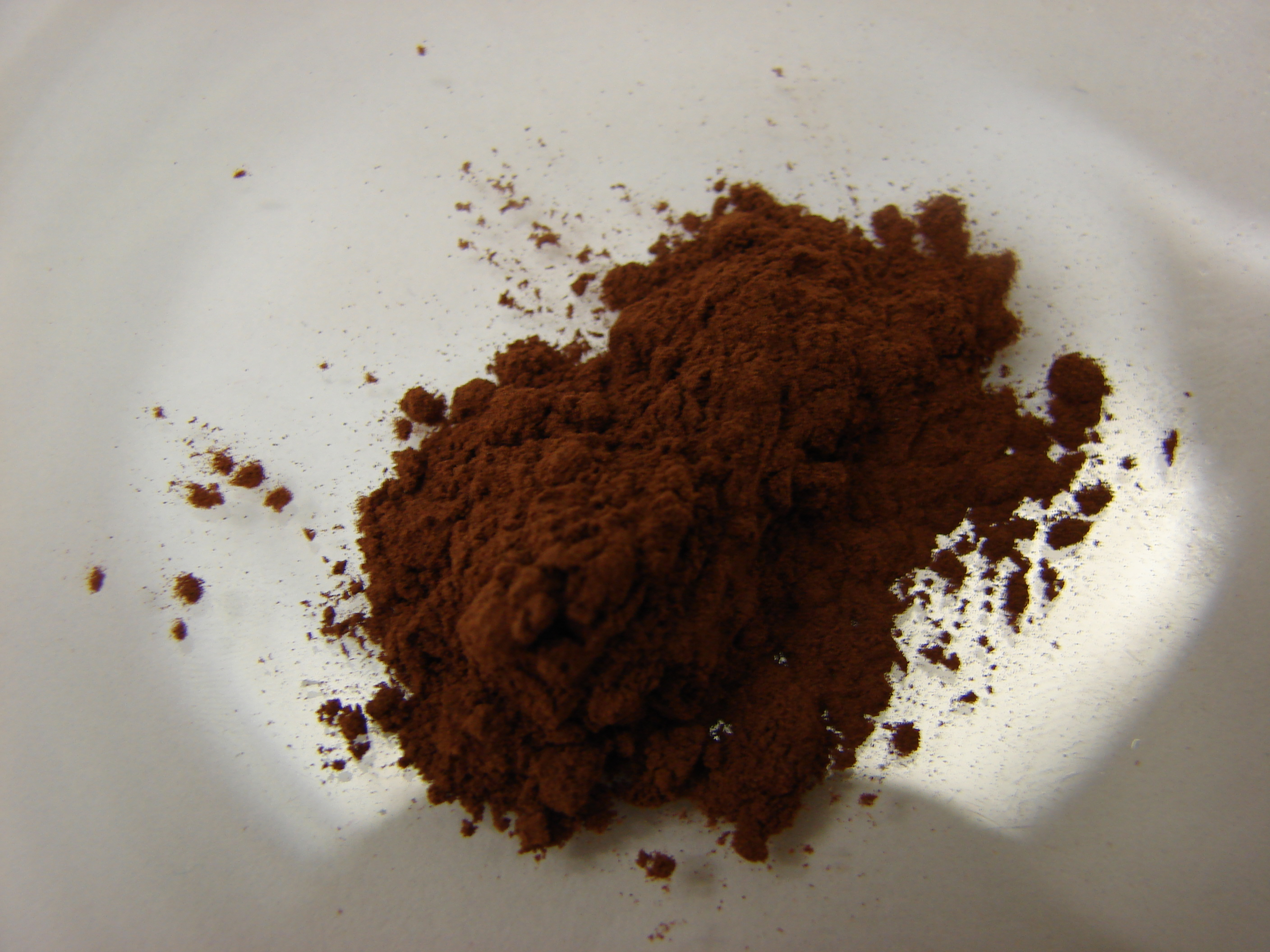
Katechu

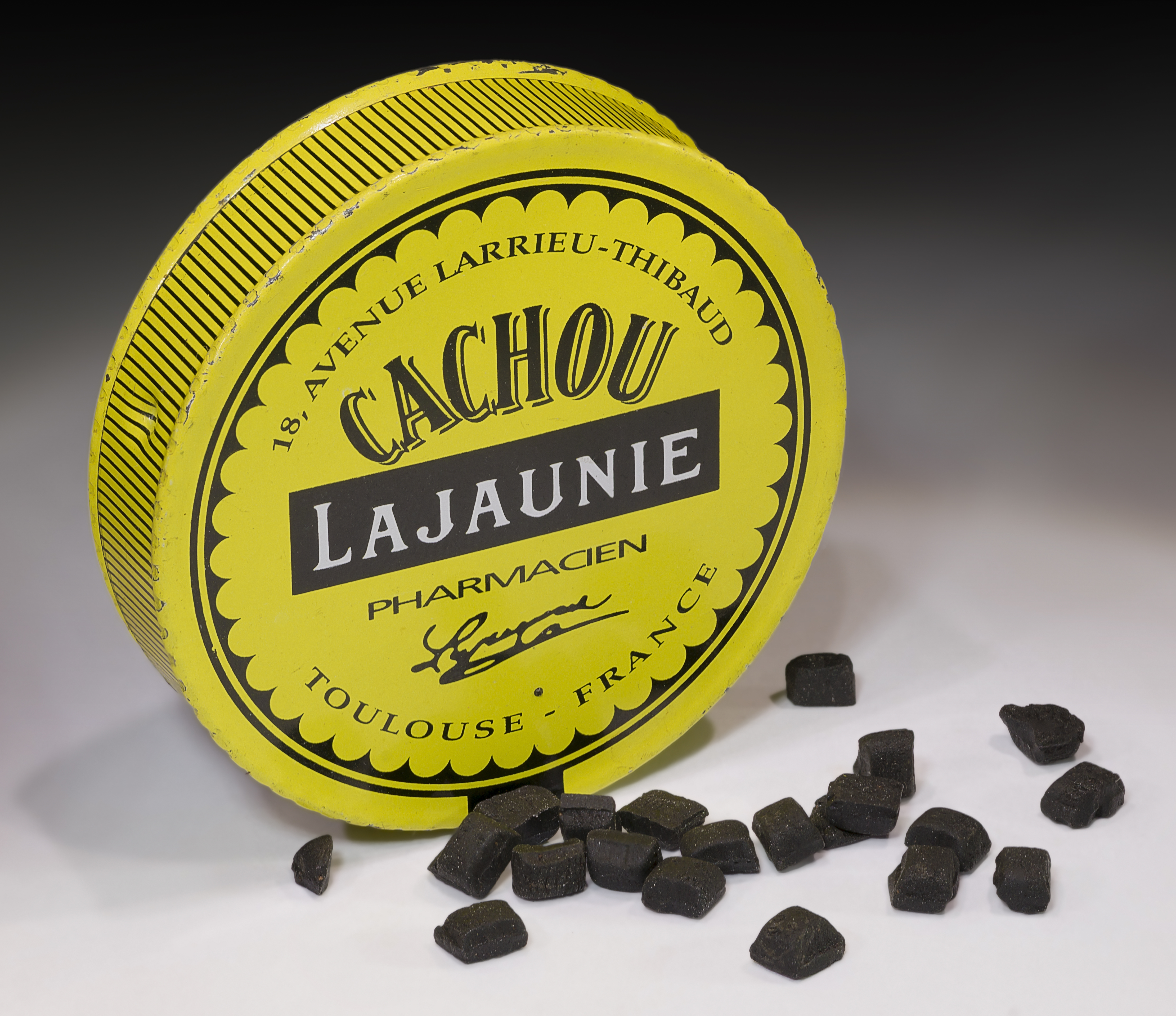
Pastylki Cachou LaJaunie zawierające m.in. katechu (fr. cachou – „katechu”)

Katechu (nazwa z jęz. malajskiego) – wysuszony ekstrakt wodny z drewna i kory, otrzymywany przez ługowanie. 
Drewno stanowiące surowiec wyjściowy pozyskuje się m.in. z akacji katechu (Acacia catechu) oraz Acacia suma. Katechu służy do barwienia bawełny i jedwabiu oraz wstępnego garbowania skór. Zawiera m.in. katechiny. Dodany do innych garbników ułatwia ich penetrację i rozjaśniania skórę. Jest też stosowany do konserwacji sieci rybackich i żagli oraz w lecznictwie.
W języku polskim wyraz katechu jest nieodmienialny. Występuje jako uatrakcyjnienie wiersza Fuga Kazimierza Wierzyńskiego.